# Yndia
Yndia, nome artístico de India Selba Rodas (Assunção, 1 de setembro de 1964), é uma cantora, versionista e performer. Seu diferencial são as versões para o espanhol de clássicos do rock.

## Carreira
Yndia nasceu numa família católica. Seu pai Regino Saracho Rodas, de origem Guarani imigrou para o Brasil no ano de 1960, onde fundou a Escola Brasileira de Violão. A convivência de Yndia com constantes encontros do pai com outros músicos levou-a inevitavelmente a atuar ainda menina buscando sua carreira em países de língua castelhana.
Em 1989, Yndia gravou seu primeiro single pela BMG Ariola. A versão "Que tu quieres de mi" da música "Better be good to me" dos autores Mike Chapman, Nick Sheen e Holly Kinight alcançou os primeiros lugares nas paradas Latino Americanas no inicio da década de 1990. O comercial de lançamento proporcionou o premio "Os Melhores do Paraná - Pergaminho de Ouro 1990".
A partir deste ponto, sua habilidade com as versões lhe renderam um segundo mix, Corazon em 1993 ainda pela BMG com versão para "Shine my machine", de Suzi Quatro para "Mi Angel", e "One year of love" de John Deacon, para "Corazon".

## Discografia

### Álbuns
- Que Tu quieres de mi (1990. Paraguai)
- Corazon (1993, Brasil)
- Jurassic Rock (2001, Brasil)
- Coletânea dos melhores (2013, ao vivo no Brasil)[7]